# Spinolyprops trautneri
Spinolyprops trautneri es una especie de escarabajo del género Spinolyprops, familia Tenebrionidae, orden Coleoptera. Fue descrita científicamente por Schawaller en 1994.

## Distribución
Se distribuye por Filipinas, en la isla Leyte.